# Alan Sutherland
Pour les articles homonymes, voir Sutherland.
Pas d'image ? Cliquez ici

a Compétitions nationales et continentales officielles uniquement.

b Matchs officiels uniquement.
Dernière mise à jour le 13 novembre 2021.
 Alan Richard Sutherland, né le 4 janvier 1944 à Blenheim (Nouvelle-Zélande) et mort le 4 mai 2020 en Afrique du Sud, est un joueur néo-zélandais de rugby à XV qui a joué avec l'équipe de Nouvelle-Zélande. Il évoluait au poste de troisième ligne centre (1,91 m pour 108 kg).

## Carrière
Alan Sutherland a disputé son premier test match avec l'équipe de Nouvelle-Zélande le 8 août 1970 contre l'équipe d'Afrique du Sud. Son dernier test match fut contre l'équipe de France, le 10 février 1973.
En mars 1973, il a joué un match avec le XV du Président contre l'Écosse, puis un match avec un XV mondial contre l'Afrique du Sud en août 1977.
Il a marqué 102 essais en carrière, un des rares avants All-Blacks à avoir marqué plus de 100 essais.

## Palmarès
- Nombre de test matchs avec les Blacks : 10
- Nombre total de matchs avec les Blacks : 64 (2 comme capitaine)